# ۲۰ رجب
۲۰ رجب، بیستمین روز از ماه رجب در تقویم هجری قمری است.
در تقویم هجری قمری قراردادی این روزصد و نود و هفتمین روز سال است.